# 保谷納豆
株式会社保谷納豆（ほやなっとう）は、東京都西東京市にある納豆メーカー。都内では最大の生産量の納豆メーカーである。

## 特徴
- 独自の納豆製造方法『炭火造り』による納豆製造と、同名のブランドによる商品展開をしており、商品数は60種を超える。オリジナリティに富んだ、一見突飛とも思える商品展開が同社の特徴と言える。

## 沿革
- 1951年5月 - 東京都北多摩郡保谷町本町（現・西東京市保谷町）に創業する
- 1968年3月 - 有限会社保谷納豆と改組する
- 1970年6月 - 株式会社保谷納豆に改組する
- 1975年3月 - 東京都東村山市青葉町2-39-9に東村山工場を建てる
- 1983年10月 - 東村山第2工場増設
- 1990年7月 - 東村山第3工場増設

## 本社
- 東京都西東京市保谷町3-22-10

## 工場
- 東京都東村山市青葉町2-39-9

## 主な製品
- 国産丸大豆
- つるの舞
- 有機認定国産小粒
- 国産有機大粒
- ふりかけ納豆
- 東京の納豆売り少年
- 江戸東京国産小粒納豆

## その他
- 第12回「全国納豆鑑評会」で『江戸東京国産小粒納豆』が優秀賞（全国農業協同組合連合会長賞）を受賞